# Samlar ut den
Samlar ut den är ett samlingsalbum av den svenske rapparen Petter. Albumet innehåller Petters tolkningar från Så mycket bättre, de nya låtarna "Rostig kärlek 2010" och "Baksmälla", och två andra singlar; "Logiskt" och "Längesen". Albumet gavs ut den 27 december 2010. Det debuterade som nummer tjugosju på den svenska albumlistan och nådde nummer tre.

## Låtlista
1. "Stockholm i mitt hjärta"
2. "En tuff brud i lyxförpackning"
3. "Dansa din djävul"
4. "Hjärtats ensamma slag"
5. "Satellites"
6. "Fulla för kärlekens skull"
7. "Baksmälla" (feat. September)
8. "Rostig kärlek 2010" (feat. ADL)
9. "Logiskt" (feat. Säkert!)
10. "Längesen" (feat. Veronica Maggio)